# Liga de Campeones de la CAF 2008
La Liga de Campeones de la CAF 2008 fue la 44.ª edición del torneo, de los cuales participan sólo clubes de los países afiliados a la Confederación Africana de Fútbol (CAF).
El Al-Ahly de Egipto venció en la final al Cotonsport Garoua de Camerún con un global de 4 a 2 para ganar el título por sexta ocasión en su historia. También obtuvo una plaza para disputar la Copa Mundial de Clubes de la FIFA 2008.

## Resultados

### Ronda Preliminar
Los partidos de ida se disputarán los días 15, 16 y 17 de febrero de 2008

Los partidos de vuelta se disputarán los días 1 y 2 de marzo de 2008
| Equipo 1              | Agr.        | Equipo 2           | Ida  | Vuelta |
| --------------------- | ----------- | ------------------ | ---- | ------ |
| ASC SNIM              | 1–7         | ES Setif           | 1–5  | 0–2    |
| SC de Bissau          | 0–4         | OC Khouribga       | 0–2  | 0–2    |
| Invincible Eleven     | w/o         | AS Kaloum Star     | 1    |        |
| Renacimiento FC       | 2–4         | Inter Luanda       | 1–2  | 1–2    |
| FAR Rabat             | 3–3 (4–5 p) | SC Praia           | 3–0  | 0–3    |
| Tonnerre d'Abomey FC  | 0–3         | Africa Sports      | 0–0  | 0–3    |
| APR FC                | 1–4         | Al-Zamalek         | 1–2  | 0–2    |
| AS Douanes            | 3–2         | Commune FC         | 0–0  | 3–2    |
| Costa do Sol          | 2–1         | AJESAIA            | 2–0  | 0–1    |
| Royal Leopards        | 0–3         | Dynamos            | 0–1  | 0–2    |
| Sahel SC              | 2–6         | Ashanti Gold SC    | 1–0  | 1–6    |
| DC Motema Pembe       | 2–2 (1–4 p) | Gombe United FC    | 2–0  | 0–2    |
| Vital'O FC            | 0–2         | Coton Sport FC     | 0–1  | 0–1    |
| FC 105 Libreville     | 4–3         | Hearts of Oak SC   | 3–0  | 1–3    |
| Renaissance FC        | 0-3         | TP Mazembe         | 0-32 | n/p    |
| Stade Malien          | 1–2         | 1º de Agosto       | 1–2  | 0–0    |
| ASC Saloum            | 1–3         | Club Africain      | 1–2  | 0–1    |
| ASKO Kara             | 4-1         | Union Douala       | 3–1  | 1–0    |
| Simba SC              | 4–1         | Awassa City FC     | 3–0  | 1–1    |
| Enyimba FC            | 7–3         | CSMD Diables Noirs | 4–1  | 3–2    |
| Tusker FC             | w/o         | Al Tahrir          | 3    |        |
| US Stade Tamponnaise  | 4–1         | St Michel United   | 3–1  | 1–0    |
| Platinum Stars        | 4–1         | LCS                | 4–0  | 0–1    |
| Curepipe Starlight SC | 2–1         | Coin Nord          | 2–0  | 0–1    |
| Miembeni SC           | 0–5         | Mamelodi Sundowns  | 0–1  | 0–4    |
| URA                   | 0–2         | ZESCO United FC    | 0–2  | 0–0    |

1 Invincible Eleven abandonó el torneo.

2 La CAF ordenó que la serie se jugara a un partido único en Kinshasa a causa de la guerra civil en Chad, pero Tourbillon FC se opuso; fue expulsado del torneo, multado con $4000 y excluido de los torneos de la CAF por 3 años.

3 Tusker fue expulsado del torneo y condenado a pagar una multa de $5000 luego de que los oficiales de migración de Kenia se negaran a que los árbitros para el primer partido ingresaran al país.

4 Wallidan FC y FC Civics se retiraron antes del inicio del torneo. 

*: El 10 de febrero de 2008, la CAF anunció que los clubes de la República Centroafricana, Chad, Kenia, Ruanda y Sierra Leona fueron excluidos de la competencia por "no cumplir con sus obligaciones financieras con la Confederación".

### Primera fase
Los partidos de ida se jugaron entre los días 21 y 23 de marzo y los partidos de vuelta se jugaron entre los días 4 y 6 de abril de 2008.
| Equipo 1           | Agr.        | Equipo 2              | Ida | Vuelta |
| ------------------ | ----------- | --------------------- | --- | ------ |
| OC Khouribga       | 2–2 (3–0 p) | ES Setif              | 2–0 | 0–2    |
| ASEC Mimosas       | 2–1         | AS Kaloum Star        | 1–1 | 1–0    |
| SC Praia           | 2–2 (a)     | Inter Luanda          | 2–1 | 0–1    |
| Al-Zamalek         | 2–2 (5–4 p) | Africa Sports         | 2–0 | 0–2    |
| Étoile du Sahel    | 5–3         | AS Douanes            | 5–0 | 0–3    |
| Dynamos            | 4–2         | CD Costa do Sol       | 3–0 | 1–2    |
| JS Kabylie         | 3–0         | Ashanti Gold SC       | 3–0 | 0–0    |
| Coton Sport        | 6–2         | Gombe United FC       | 5–0 | 1–2    |
| TP Mazembe         | 2–1         | FC 105 Libreville     | 1–1 | 1–0    |
| Al Ittihad Tripoli | (a) 2–2     | 1º de Agosto          | 1–0 | 1–2    |
| ASKO Kara          | 2–4         | Club Africain         | 2–0 | 0–4    |
| Enyimba FC         | 7–1         | Simba SC              | 4–0 | 3–1    |
| Al-Ahly            | 6-01        | Al Tahrir             | 3-0 | 3-0    |
| Platinum Stars     | 3–1         | US Stade Tamponnaise  | 2–0 | 1–1    |
| Mamelodi Sundowns  | 4–0         | Curepipe Starlight SC | 3–0 | 1–0    |
| Al Hilal           | 3–1         | ZESCO United FC       | 2–0 | 1–1    |

1- Al Tahrir abandonó el torneo por problemas internos.

### Segunda fase
Los partidos de ida se jugaron entre los días 25 y 27 de abril y los partidos de vuelta se jugaron entre los días 9 y 11 de mayo de 2008.
| Equipo 1           | Agr.    | Equipo 2          | Ida | Vuelta |
| ------------------ | ------- | ----------------- | --- | ------ |
| ASEC Mimosas       | (a) 1–1 | OC Khouribga      | 0–0 | 1–1    |
| Al-Zamalek         | 4–2     | Inter Luanda      | 3–0 | 1–2    |
| Dynamos            | 2–0     | Étoile du Sahel   | 1–0 | 1–0    |
| Coton Sport FC     | 4–2     | JS Kabylie        | 3–0 | 1–2    |
| Al Ittihad Tripoli | 2–3     | TP Mazembe        | 2–1 | 0–2    |
| Enyimba FC         | 6–3     | Club Africain     | 5–1 | 1–2    |
| Platinum Stars     | 2–3     | Al-Ahly           | 2–1 | 0–2    |
| Al Hilal           | 4–3     | Mamelodi Sundowns | 4–2 | 0–1    |

### Fase de grupos
Luego de las fases previas, se forman dos grupos de cuatro equipos cada uno, que juegan partidos de ida y vuelta de bajo el sistema de todos contra todos. Los dos mejores de cada grupo clasificarán a las semifinales y posteriormente a la final.
|  | Equipos Clasificados a Semi-Finales |

#### Grupo A
| Club         | PJ | PG | PE | PP | GF | GC | Dif. | Pts. |
| ------------ | -- | -- | -- | -- | -- | -- | ---- | ---- |
| Al-Ahly      | 6  | 3  | 3  | 0  | 9  | 6  | +3   | 12   |
| Dynamos      | 6  | 3  | 0  | 3  | 6  | 6  | 0    | 9    |
| ASEC Mimosas | 6  | 1  | 3  | 2  | 7  | 6  | +1   | 6    |
| Zamalek      | 6  | 1  | 2  | 3  | 4  | 8  | -4   | 5    |

| 20 de julio de 2008 | Al-Ahly                       | 2–1 | Zamalek   | Cairo Stadium, El Cairo, Egipto |                          |
|                     | Flávio 28' · Ahmed Hassan 67' |     | Hamza 62' | Árbitro(s): Coffi Codjia        | Árbitro(s): Coffi Codjia |

| 20 de julio de 2008 | Dynamos         | 2–1 | ASEC Mimosas | Rufaro Stadium, Harare, Zimbabue |                          |
|                     | Sadomba 4', 73' |     | Wawa 30'     | Árbitro(s): Divine Evehe         | Árbitro(s): Divine Evehe |

| 2 de agosto de 2008 | ASEC Mimosas | 0–0 | Al-Ahly | Stade Félix Houphouët-Boigny, Abiyán, Costa de Marfil |  |
|                     |              |     |         | Árbitro(s): Badara Diatta                             |  |

| 3 de agosto de 2008 | Zamalek     | 1–0 | Dynamos | Cairo Stadium, El Cairo, Egipto |                             |
|                     | El Safty 4' |     |         | Árbitro(s): Mohamed Benouza     | Árbitro(s): Mohamed Benouza |

| 17 de agosto de 2008 | Al-Ahly                    | 2–1 | Dynamos            | Cairo Stadium, El Cairo, Egipto |                             |
|                      | Barakat 3' · Aboutrika 93' |     | Lazarus Muhone 80' | Árbitro(s): Koman Coulibaly     | Árbitro(s): Koman Coulibaly |

| 16 de agosto de 2008 | Zamalek | 0–0 | ASEC Mimosas | Cairo Stadium, El Cairo, Egipto |  |
|                      |         |     |              | Árbitro(s): Djamel Haimoudi     |  |

| 30 de agosto de 2008 | Dynamos | 0–1 | Al-Ahly     | Rufaro Stadium, Harare, Zimbabue |                          |
|                      |         |     | Barakat 10' | Árbitro(s): Lassina Paré         | Árbitro(s): Lassina Paré |

| 31 de agosto de 2008 | ASEC Mimosas                          | 3–0 | Zamalek | Stade Félix Houphouët-Boigny, Abiyán, Costa de Marfil |                           |
|                      | Guindo 24' · Bamba 68' · N'Gossan 72' |     |         | Árbitro(s): Kokou Djaoupe                             | Árbitro(s): Kokou Djaoupe |

| 24 de septiembre de 2008 | Zamalek               | 2–2 | Al-Ahly                    | Cairo Stadium, El Cairo, Egipto |                          |
|                          | Hamza 40' · Agogo 51' |     | Flavio 9' · Aboutreika 70' | Árbitro(s): Eddy Maillet        | Árbitro(s): Eddy Maillet |

| 13 de septiembre de 2008 | ASEC Mimosas       | 1–2     | Dynamos                               | Stade Félix Houphouët-Boigny, Abiyán, Costa de Marfil |                             |
|                          | Bi Cyriac Gohi 73' | Reporte | Philip Marufu 53' · Philip Marufu 96' | Árbitro(s): Koman Coulibaly                           | Árbitro(s): Koman Coulibaly |

| 21 de septiembre de 2008 | Dynamos         | 1–0 | Zamalek | Rufaro Stadium, Harare, Zimbabue |                        |
|                          | David Shoko 90' |     |         | Árbitro(s): Alex Kotey           | Árbitro(s): Alex Kotey |

| 21 de septiembre de 2008 | Al-Ahly                            | 2–2 | ASEC Mimosas                       | Military Academy Stadium, El Cairo, Egipto |                                     |
|                          | Osama Hosny 4' · Mahmoud Samir 76' |     | Ladji Kone 5' · Cyriac Gohi Bi 78' | Árbitro(s): Rajindraparsad Seechurn        | Árbitro(s): Rajindraparsad Seechurn |

#### Grupo B
| Club              | PJ | PG | PE | PP | GF | GC | Dif. | Pts. |
| ----------------- | -- | -- | -- | -- | -- | -- | ---- | ---- |
| Cotonsport Garoua | 6  | 3  | 1  | 2  | 6  | 5  | +1   | 10   |
| Enyimba           | 6  | 3  | 0  | 3  | 10 | 10 | 0    | 9    |
| Mazembe           | 6  | 2  | 2  | 2  | 7  | 5  | +2   | 8    |
| Al-Hilal          | 6  | 1  | 3  | 2  | 7  | 10 | -3   | 6    |

| 19 de julio de 2008 | Coton Sport | 1–0 | Mazembe | Stade Omnisports Roumde-Adja, Garoua, Camerún |                             |
|                     | Kamilou 90' |     |         | Árbitro(s): Koman Coulibaly                   | Árbitro(s): Koman Coulibaly |

| 18 de julio de 2008 | Al-Hilal                                | 3–2 | Enyimba               | AlHilal Stadium, Omdurmán, Sudán |                        |
|                     | Mustafa 41' · Mohamed 47' · Ifeanyi 90' |     | Itodo 35' · Worgu 88' | Árbitro(s): Ahmed Auda           | Árbitro(s): Ahmed Auda |

| 3 de agosto de 2008 | Enyimba                  | 2–0     | Coton Sport | Enyimba International Stadium, Aba, Nigeria              |                                                          |
|                     | Otorogu 45+' · Worgu 2H' | Reporte |             | Asistencia: 25,000 espectadores Árbitro(s): Eddy Maillet | Asistencia: 25,000 espectadores Árbitro(s): Eddy Maillet |

| 2 de agosto de 2008 | Mazembe | 0–0 | Al-Hilal | Stade Municipal, Lubumbashi, Congo-Kinshasa |  |
|                     |         |     |          | Árbitro(s): Mathews Katjimune               |  |

| 15 de agosto de 2008 | Al-Hilal   | 1–1 | Coton Sport  | AlHilal Stadium, Omdurmán, Sudán |                        |
|                      | Osunwa 25' |     | Ousmaila 76' | Árbitro(s): Alex Kotey           | Árbitro(s): Alex Kotey |

| 17 de agosto de 2008 | Enyimba                 | 2–0 | Mazembe | Enyimba International Stadium, Aba, Nigeria              |                                                          |
|                      | Otorogu 70' · Worgu 80' |     |         | Asistencia: 25,000 espectadores Árbitro(s): Coffi Codjia | Asistencia: 25,000 espectadores Árbitro(s): Coffi Codjia |

| 30 de agosto de 2008 | Coton Sport  | 1–0 | Al-Hilal | Stade Omnisports Roumde-Adja, Garoua, Camerún |                             |
|                      | Ousmaila 62' |     |          | Árbitro(s): Mohamed Benouza                   | Árbitro(s): Mohamed Benouza |

| 31 de agosto de 2008 | Mazembe                              | 3–0     | Enyimba | Stade Municipal, Lubumbashi, Congo-Kinshasa |                        |
|                      | Luyeye 18' · Mputu 60' · Kabangu 80' | Reporte |         | Árbitro(s): Alex Kotey                      | Árbitro(s): Alex Kotey |

| 14 de septiembre de 2008 | Mazembe                   | 2–0     | Coton Sport | Stade Municipal, Lubumbashi, Congo-Kinshasa |                        |
|                          | Mputu 2' · Kaluyituka 48' | Reporte |             | Árbitro(s): Ahmed Auda                      | Árbitro(s): Ahmed Auda |

| 15 de septiembre de 2008 | Enyimba                                          | 4–1     | Al-Hilal               | Enyimba International Stadium, Aba, Nigeria |                               |
|                          | Worgu 6' · Owoeri 60' · Otorogu 77' · Akueme 84' | Reporte | Masawi 40' · Tahir 57' | Árbitro(s): Mathews Katjimune               | Árbitro(s): Mathews Katjimune |

| 20 de septiembre de 2008 | Coton Sport                              | 3–0     | Enyimba     | Stade Omnisports Roumde-Adja, Garoua, Camerún |                          |
|                          | Ahmadou 39' · Kamilou 62' · Ousmaila 75' | Reporte | Saminou 14' | Árbitro(s): Lassina Paré                      | Árbitro(s): Lassina Paré |

| 19 de septiembre de 2008 | Al-Hilal               | 2–2 | Mazembe             | AlHilal Stadium, Omdurmán, Sudán |                           |
|                          | Osunwa 11' · Tahir 70' |     | Kaluyituka 32', 78' | Árbitro(s): Kokou Djaoupe        | Árbitro(s): Kokou Djaoupe |

### Semifinales
| Equipo 1 | Agr. | Equipo 2    | Ida | Vuelta |
| -------- | ---- | ----------- | --- | ------ |
| Enyimba  | 0–1  | Al-Ahly     | 0–0 | 0–1    |
| Dynamos  | 0–5  | Coton Sport | 0–1 | 0–4    |

### Final
| Equipo 1 | Agr. | Equipo 2       | Ida | Vuelta |
| -------- | ---- | -------------- | --- | ------ |
| Al-Ahly  | 4–2  | Coton Sport FC | 2–0 | 2–2    |

#### Ida
| 2-11-2008 | Al Ahly               | 2–0     | Coton Sport | Cairo International Stadium, El Cairo |                          |
|           | Gomaa 4' · Flávio 15' | Reporte |             | Árbitro(s): Jerome Damon              | Árbitro(s): Jerome Damon |

#### Vuelta
| 16-11-2008 | Coton Sport                 | 2–2     | Al Ahly                   | Stade Omnisport de Garoua, Garoua |                             |
|            | Abdoul Karim 45' · Baba 63' | Reporte | A. Hassan 38' · Shady 89' | Árbitro(s): Djamel Haimoudi       | Árbitro(s): Djamel Haimoudi |

## Campeón
|                           |
| Bandera de Egipto         |
| Campeón Al-Ahly 6° título |

## Goleadores
| Jugador           | Equipo            | Goles |
| ----------------- | ----------------- | ----- |
| Stephen Worgu     | Enyimba           | 13    |
| Daouda Kamilou    | Cotonsport Garoua | 8     |
| Flávio Amado      | Al-Ahly           | 6     |
| Edward Sadomba    | Dynamos           | 5     |
| Kelechi Osunwa    | Al-Hilal          | 4     |
| Gamal Hamza       | Zamalek           | 4     |
| Mohamed Aboutrika | Al-Ahly           | 3     |